# 밴쿠버 교육청

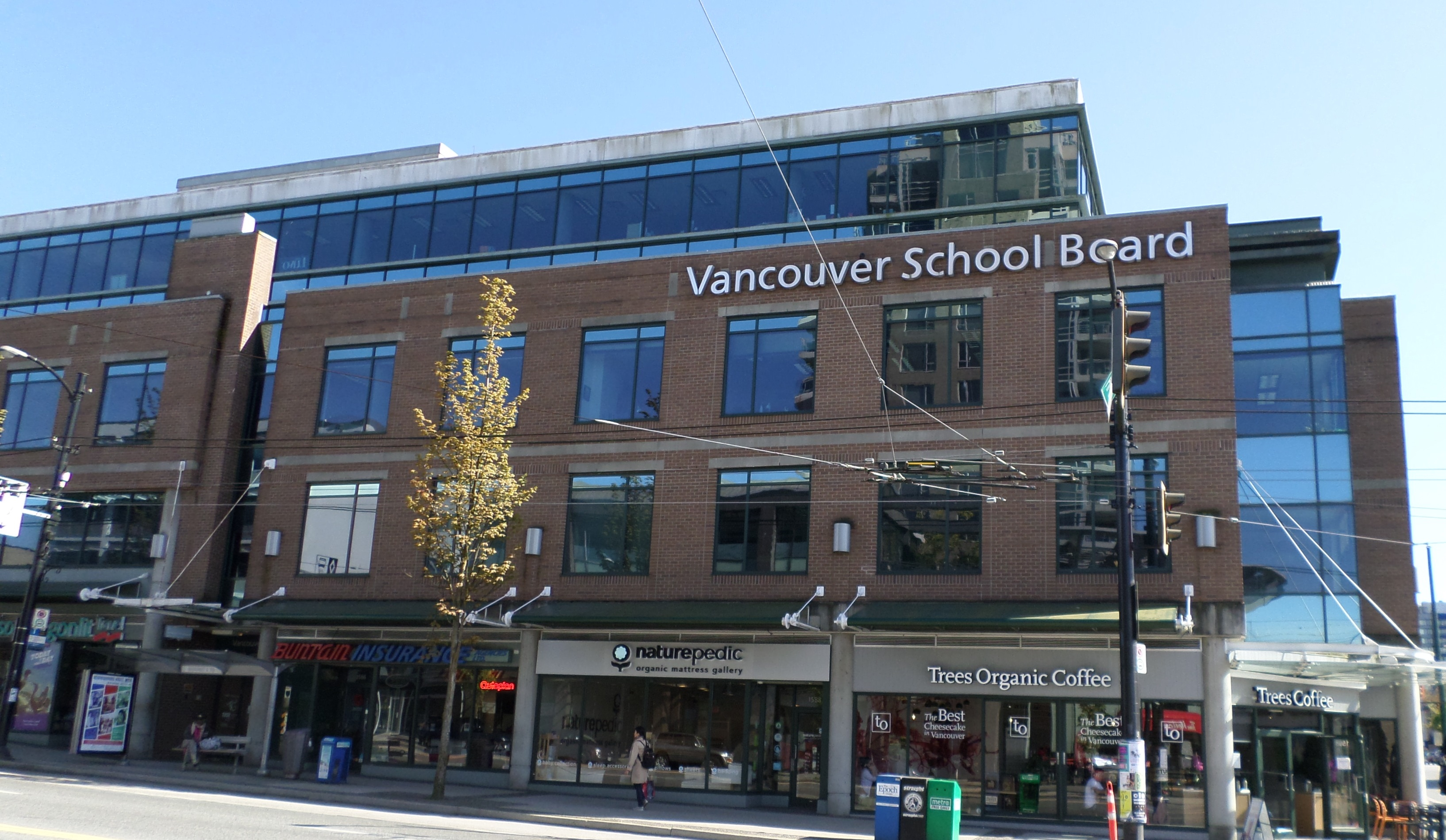
밴쿠버 교육청의 본사

밴쿠버 교육청(Vancouver School Board, School District #39)은 캐나다 브리티시컬럼비아주 밴쿠버에 위치한 학구이다.
밴쿠버 학구는 유치원부터 12학년에 이르는 56,000 명의 학생들과 성인 교육 프로그램의 3,000명 이상의 성인, 그리고 계속교육에 속하는 40,000명 이상의 사람들에게 프로그램들을 제공하는 대형 도시 다문화 학구이다.

## 특수 프로그램
- 대학교 변화 프로그램(The University Transition Program)
- TREK 야외 교육 프로그램
- 국제 바칼로레아
- 시티 스쿨 (City School)
- 어드밴스트 플레이스먼트 (AP)